# Liste der denkmalgeschützten Objekte in Millstatt am See
Die Liste der denkmalgeschützten Objekte in Millstatt am See enthält die 26 denkmalgeschützten, unbeweglichen Objekte der Gemeinde Millstatt am See.

## Denkmäler
| Foto  |                 | Denkmal | Standort                                             | Beschreibung | Metadaten |
| ----- | --------------- | --- | ---------------------------------------------------- | --- | --- |
| ja    | Datei hochladen | Frühchristliche Saalkirche HERIS-ID: 57861 Objekt-ID: 68194                                                 | Laubendorf 6 Standort KG: Laubendorf                 | Die Grundmauern der frühchristlichen Apsidenkirche des fünften Jahrhunderts wurden 1957 bei Erdarbeiten entdeckt und 2012 wieder zugeschüttet. Die südlichen und nördlichen Nebenräume sind nicht ergraben. In die Apsis ist eine Priesterbank mit einer Kathedra in Scheitel eingebaut. Vor der Apsis befindet sich ein abgeschrankter Altarraum mit einem ursprünglichen Tischaltar. Die sich darunter befindliche kleine gemauerte Reliquienkammer ist mit einer römischen Grabinschrift abgedeckt. Die Kirche wurde um das Jahr 600 zerstört. | BDA-Hist.: Q1727591 Status: Bescheid Stand der BDA-Liste: 2025-06-30 Name: Frühchristliche Saalkirche GstNr.: 275/1, .69 Frühchristliche Saalkirche Laubendorf                                                      |
| ja    | Datei hochladen | Kath. Filialkirche, Wallfahrtskirche Mariae Himmelfahrt (Maria Schnee) HERIS-ID: 57863 Objekt-ID: 68196     | Matzelsdorf Standort KG: Matzelsdorf                 | Die Wallfahrtskirche mit langem, erhöht liegendem Chor und nördlichem gedrungenen Sakristeiturm wurde im ersten Drittel des 16. Jahrhunderts erbaut, das Langhaus im 17. Jahrhundert verändert. Wandgemälde von Balthasar Klenkh um 1716 zeigen an den Wänden und an der Decke Szenen aus dem Leben Mariens und Jesu. Im Aufsatz des vom Anfang des 18. Jahrhunderts stammenden Hochaltars mit schwerer zweigeschoßiger Säulenarchitektur ist ein spätgotisches Schnitzwerk. | BDA-Hist.: Q38079056 Status: § 2a Stand der BDA-Liste: 2025-06-30 Name: Kath. Filialkirche, Wallfahrtskirche Mariae Himmelfahrt (Maria Schnee) GstNr.: .1 Maria Schnee (Matzelsdorf)                                |
| ja    | Datei hochladen | Villa North HERIS-ID: 109966 Objekt-ID: 127613                                                              | Alexanderhofstraße 93 Standort KG: Millstatt         | Die Villa wurde um 1890 für Julius Finger erbaut. Nach den damaligen Bauvorschriften war eine Anlehnung im Baustil an das Stift Millstatt notwendig. | BDA-Hist.: Q37816343 Status: Bescheid Stand der BDA-Liste: 2025-06-30 Name: Villa North GstNr.: 32/3 |
| ja    | Datei hochladen | Schloss Heroldeck HERIS-ID: 46422 Objekt-ID: 48437                                                          | Kaiser-Franz-Josef-Straße 124 Standort KG: Millstatt | Schloss Heroldeck wurde 1912 für den Wiener Papierfabrikanten Ludwig Friedrich Musil als Sommersitz in der Tradition des romanistischen Historismus mit neoromanischen und secessionistisch-expressiven Elementen errichtet. Derzeit dient es der Calvary Chapel, einer amerikanischen Religionsgemeinschaft, als Konferenzzentrum. | BDA-Hist.: Q38021415 Status: Bescheid Stand der BDA-Liste: 2025-06-30 Name: Schloss Heroldeck GstNr.: 239/14 Schloss Heroldeck                                                                                      |
| ja BW | Datei hochladen | Villa Silbernagl (ehem. Pension Silberhof) HERIS-ID: 112495 Objekt-ID: 130690seit 2015                      | Kalvarienbergstraße 123 Standort KG: Millstatt       | Der villenartige Bau mit Fachwerkgiebeln wurde 1911/12 von Franz Baumgartner errichtet. | BDA-Hist.: Q37831306 Status: § 57-Mandatsbescheid Stand der BDA-Liste: 2025-06-30 Name: Villa Silbernagl (ehem. Pension Silberhof) GstNr.: 47/5 Villa Silbernagl, Millstatt                                         |
| ja    | Datei hochladen | Kalvarienbergkapelle HERIS-ID: 94238 Objekt-ID: 109377                                                      | Kleindombra 1 Standort KG: Millstatt                 | Die barocke Kapelle mit offener Vorhalle mit Holzstützen hat Deckenmalereien. Hinter dem Altar ist eine Heilig-Grab-Kapelle mit lebensgroßer Christusfigur, etwa von 1700. | BDA-Hist.: Q1246895 Status: § 2a Stand der BDA-Liste: 2025-06-30 Name: Kalvarienbergkapelle GstNr.: .44 Kalvarienberg Kapelle Millstatt                                                                             |
| ja    | Datei hochladen | Mesner- bzw. Einsiedlerhaus HERIS-ID: 94239 Objekt-ID: 109378                                               | Kleindombra 1 Standort KG: Millstatt                 | Das Mesner- oder Einsiedlerhaus ist ein eingeschoßiger Barockbau unter einem Schopfwalmdach. An der Breitfront malte Balthasar Klenkh um 1700 die vier heiligen Einsiedler Paulus von Theben, Johannes der Täufer, Didimo und Makarios der Ägypter in reicher Wald- und Höhenlandschaft. | BDA-Hist.: Q37763843 Status: § 2a Stand der BDA-Liste: 2025-06-30 Name: Mesner- bzw. Einsiedlerhaus GstNr.: .45/1 Einsiedlerhaus Millstatt                                                                          |
| ja    | Datei hochladen | Marktbrunnen HERIS-ID: 94261 Objekt-ID: 109400                                                              | Marktplatz Standort KG: Millstatt                    | Der historistische Schalenbrunnen mit drei Etagen wurde um 1900 in Neorenaissanceformen errichtet. | BDA-Hist.: Q37763936 Status: § 2a Stand der BDA-Liste: 2025-06-30 Name: Marktbrunnen GstNr.: 675/1 Marktbrunnen Millstatt                                                                                           |
| ja    | Datei hochladen | Rathaus Millstatt HERIS-ID: 54309 Objekt-ID: 62523                                                          | Marktplatz 8 Standort KG: Millstatt                  | Das Rathaus ist ein zweigeschoßiger Bau aus der zweiten Hälfte des 16. Jahrhunderts, der 1834 verändert wurde. Das Gebäude besitzt einen durchgängigen Mittelflur und im Obergeschoß einen Saal und ein gekuppeltes Renaissancefenster. | BDA-Hist.: Q38060303 Status: § 2a Stand der BDA-Liste: 2025-06-30 Name: Rathaus GstNr.: 78/2 Rathaus Millstatt |
| ja    | Datei hochladen | Villa Luisenhof HERIS-ID: 35837 Objekt-ID: 34662                                                            | Schwarzstraße 108 Standort KG: Millstatt             | Der Luisenhof wurde zwischen Ende des 19. Jahrhunderts als Sommersitz für den Finanzrat Adolf Schwarz, den Direktor der Esterhazy-Güter im Burgenland, als Sommersitz in späthistoristischen Formen errichtet. | BDA-Hist.: Q37967358 Status: Bescheid Stand der BDA-Liste: 2025-06-30 Name: Villa Luisenhof GstNr.: 134/35 Villa Luisenheim, Millstatt                                                                              |
| ja    | Datei hochladen | Sprungturm im Strandbad HERIS-ID: 94247 Objekt-ID: 109386                                                   | Seemühlgasse 220 Standort KG: Millstatt              | Der Sprungturm wurde 1930 von Christof Benedikt erbaut. | BDA-Hist.: Q37763895 Status: § 2a Stand der BDA-Liste: 2025-06-30 Name: Sprungturm im Strandbad GstNr.: 3/9 Sprungturm im Strandbad Millstatt                                                                       |
| ja    | Datei hochladen | Villa Hubertusschlössl, gegenwärtig Villa Verdin HERIS-ID: 35838 Objekt-ID: 34663                           | Seestraße 69 Standort KG: Millstatt                  | Das 1893/94 von Heinrich und Franz Glaser nach Plänen von Karl Haybäck errichtete Hubertusschlössl (Villa Schuster, Villa Verdin) ist eine herrschaftliche Villa mit typischen künstlerischen Details, Ausstattung und Formgebung im Stil des romantischen Späthistorismus. | BDA-Hist.: Q37967374 Status: Bescheid Stand der BDA-Liste: 2025-06-30 Name: Villa, Hubertusschlößl GstNr.: 140/2 Villa Verdin                                                                                       |
| ja    | Datei hochladen | Ehem. Benediktinerstift Millstatt HERIS-ID: 25326 Objekt-ID: 21751                                          | Stiftgasse 1 Standort KG: Millstatt                  | Den Kern des Stifts bilden der vierflügelige romanische Kreuzgang sowie nordwestlich davon, um einen rechteckigen Stiftshof, zweigeschoßige Gebäude aus dem 15. und 16. Jahrhundert mit Renaissancelaubengängen. | BDA-Hist.: Q872463 Status: Bescheid Stand der BDA-Liste: 2025-06-30 Name: Ehem. Benediktinerstift Millstatt GstNr.: .2/1 Stift Millstatt                                                                            |
| ja    | Datei hochladen | Ehem. Benediktinerstift Millstatt, Stiftsmauer, Reste von Vorgängerbauten HERIS-ID: 99567 Objekt-ID: 115716 | Stiftgasse 1 u. a. Standort KG: Millstatt            | Zwischen dem Kern des ehemaligen Stifts und dem Hochmeisterschloss befinden sich Reste von Vorgängerbauten und Teile der um 1500 errichteten Stiftsmauer. | BDA-Hist.: Q64512942 Status: § 2a Stand der BDA-Liste: 2025-06-30 Name: Ehem. Benediktinerstift Millstatt, Stiftsmauer, Reste von Vorgängerbauten GstNr.: 21/10, 14, 17/1, 17/2, 19, 21/16 Stift Millstatt          |
| ja    | Datei hochladen | Kath. Pfarr- und ehem. Stiftskirche Christus Salvator und Allerheiligen HERIS-ID: 35839 Objekt-ID: 34664    | Stiftgasse 1 Standort KG: Millstatt                  | Die von mehreren Kapellen umgebene Stiftskirche ist eine frühromanische Pfeilerbasilika, die im 12. Jahrhundert nach Westen verlängert und um 1515 spätgotisch gewölbt wurde. Die Türme tragen barocke Zwiebelhelme. Der dreigeschoßige Hochaltar ist von 1648. | BDA-Hist.: Q64512941 Status: Bescheid Stand der BDA-Liste: 2025-06-30 Name: Kath. Pfarr- und ehem. Stiftskirche Christus Salvator und Allerheiligen GstNr.: .1 Pfarrkirche St. Salvator und Allerheiligen Millstatt |
| ja    | Datei hochladen | Bildstock Hohes Kreuz HERIS-ID: 46736 Objekt-ID: 48874                                                      | Stiftgasse 1 Standort KG: Millstatt                  | Das Hohe Kreuz ist ein frühbarocker monumentaler Nischenbildstock mit Kreuzigungsgruppe. | BDA-Hist.: Q1623977 Status: Bescheid Stand der BDA-Liste: 2025-06-30 Name: Bildstock Hohes Kreuz GstNr.: .88/2 |
| ja    | Datei hochladen | Friedhof mit Mauer, Kapelle, Torbau und Nischenbildstöcken HERIS-ID: 94237 Objekt-ID: 109376                | bei Stiftgasse 1 Standort KG: Millstatt              | Das spätgotische Kirchhofsportal ist mit Fresken von 1490/1500 versehen. Ein spätbarocker Nischenbildstock beinhaltet eine große geschnitzte Kreuzigungsgruppe. | BDA-Hist.: Q37763826 Status: § 2a Stand der BDA-Liste: 2025-06-30 Name: Friedhof mit Mauer, Kapelle, Torbau und Nischenbildstöcken GstNr.: .1 Friedhof Millstatt alt                                                |
| ja    | Datei hochladen | (Ehem.) Hotel Lindenhof im ehem. Hochmeisterschloss von Stift Millstatt HERIS-ID: 35836 Objekt-ID: 34661    | Stiftgasse 2 Standort KG: Millstatt                  | Das drei- bis viergeschoßige Gebäude stammt im Kern aus dem 15. Jahrhundert und wird von zwei Wehrtürmen flankiert. | BDA-Hist.: Q64512939 Status: Bescheid Stand der BDA-Liste: 2025-06-30 Name: Hotel Lindenhof, ehem. Hochmeisterschloss GstNr.: .2/2 Hotel Lindenhof, Hochmeisterschloss, Stift Millstatt                             |
| ja    | Datei hochladen | Pfarrhof Millstatt HERIS-ID: 54310 Objekt-ID: 62524                                                         | Stiftgasse 3 Standort KG: Millstatt                  | Der Pfarrhof ist ein mächtiger zweigeschoßiger Barockbau mit einem Speichergeschoß. Die Fassade wurde in der zweiten Hälfte des 19. Jahrhunderts erneuert. | BDA-Hist.: Q38060314 Status: § 2a Stand der BDA-Liste: 2025-06-30 Name: Pfarrhof GstNr.: .12/3 Pfarrhof Millstatt                                                                                                   |
| ja    | Datei hochladen | Villa Streintz HERIS-ID: 35840 Objekt-ID: 34665                                                             | Überfuhrgasse 94 Standort KG: Millstatt              | Die Villa Streintz wurde Ende des 19. Jahrhunderts für den Grazer Universitätsprofessor Franz Streintz in späthistoristischen Formen errichtet. | BDA-Hist.: Q37967394 Status: Bescheid Stand der BDA-Liste: 2025-06-30 Name: Villa Streintz GstNr.: 105/2 Villa Streinz, Millstatt                                                                                   |
| ja    | Datei hochladen | Volksschule HERIS-ID: 54311 Objekt-ID: 62525                                                                | Überfuhrgasse 142 Standort KG: Millstatt             | | BDA-Hist.: Q38060325 Status: Bescheid Stand der BDA-Liste: 2025-06-30 Name: Volksschule GstNr.: 8/7 |
| ja    | Datei hochladen | Kreuzweg HERIS-ID: 94240 Objekt-ID: 109379                                                                  | Standort KG: Millstatt                               | Um 1700 wurde der barocke Kreuzweg errichtet, dessen Stationen bis zur Himmelfahrt Christi reichen. | BDA-Hist.: Q37763855 Status: § 2a Stand der BDA-Liste: 2025-06-30 Name: Kreuzweg GstNr.: 172/1, 172/2, 386/2, 386/10                                                                                                |
| ja    | Datei hochladen | Riegenbachbrücke und Bildstock hl. Johannes Nepomuk HERIS-ID: 94269 Objekt-ID: 109408                       | Obermillstätter Straße Standort KG: Millstatt        | Die spätbarocke Nepomuk-Schnitzfigur im Nischenbildstock auf der Brücke wurde um 1730 geschaffen. Anmerkung: die untere Brücke | BDA-Hist.: Q37763947 Status: § 2a Stand der BDA-Liste: 2025-06-30 Name: Riegenbachbrücke und Bildstock hl. Johannes Nepomuk GstNr.: 687, 675/4                                                                      |
| ja    | Datei hochladen | Steingewölbebrücke HERIS-ID: 103343 Objekt-ID: 119821                                                       | Obermillstätter Straße Standort KG: Millstatt        | Anmerkung: Die obere Brücke, in Millstatt bekannt unter dem Namen Silbernaglbrücke | BDA-Hist.: Q37796743 Status: § 2a Stand der BDA-Liste: 2025-06-30 Name: Steingewölbebrücke GstNr.: 687, 711, 21/34                                                                                                  |
| ja    | Datei hochladen | Pfarrhaus HERIS-ID: 57859 Objekt-ID: 68189                                                                  | Obermillstatt 38 Standort KG: Obermillstatt          | | BDA-Hist.: Q38079028 Status: § 2a Stand der BDA-Liste: 2025-06-30 Name: Pfarrhaus GstNr.: .23/1 Pfarrhof Obermillstatt                                                                                              |
| ja    | Datei hochladen | Kath. Pfarrkirche hl. Johannes der Täufer und Friedhof HERIS-ID: 54366 Objekt-ID: 62613                     | Standort KG: Obermillstatt                           | Einfacher einschiffiger Bau des 17. Jahrhunderts mit Kreuzrippengewölbe, gedeckten rechteckigem Chor und flachgedecktem Langhaus. Markant der wuchtiger Turm mit außerordentlich großem Zwiebelhelm mit einem Durchmesser von 8,5 Meter. Hauptaltar mit Opfergang, gedrehte Säulen und Figuren des hl. Ignatius von Loyola und Francisco de Xavier aus der Zeit um 1720, wie die verzierte Kanzel. Über dem Mittelbild mit der Taufe Christi ist ein Aufsatzbild mit der Hl. Dreifaltigkeit angebracht. An jeder Längsseite sind kreuzgewölbte Kapellen angebaut. Der Marienaltar in der Beichtkapelle entstand etwa um 1750, wo es eine Mauernische mit dem Johanneskopf gibt. In der nördlichen Kapelle befinden sich der Pestaltar, eine frühbarocke Arbeit von 1686 und zwei Bilder mit je sieben Nothelfern (etwa 1750). | BDA-Hist.: Q55291136 Status: § 2a Stand der BDA-Liste: 2025-06-30 Name: Kath. Pfarrkirche hl. Johannes der Täufer und Friedhof GstNr.: .24/1, .24/2, 1193 Pfarrkirche Obermillstatt                                 |